# 18019 Дасколі
18019 Дасколі (18019 Dascoli) — астероїд головного поясу, відкритий 13 травня 1999 року.
Тіссеранів параметр щодо Юпітера — 3,562.